# 家黑种草
家黑种草，古稱草豉（《本草拾遺》）、少尼子（《回回药方》，羅馬化：shūnīz/shawnīz）、香黑子（《回回药方》），也叫黑葛艘、黑孜然、茴香花、瘤果黑种草，是一种一年生被子植物，属毛茛科，产自南亚、西南亚地区。其种子可炼成黑籽油。